# Liste des châteaux syriens par gouvernorat
Cette liste non exhaustive répertorie les principaux châteaux en Syrie classés par région.
Elle inclut les châteaux ou forteresses au sens large du terme, quel que soit leur état de conservation (ruines, bâtiments d'origine ou restaurés) et leur statut (musée, propriété privée, ouvert ou non à la visite).
| \| 100 km1:7 130 000 Capitale nationale Population > 500 000 hab. Population > 100 000 hab. Population > 50 000 hab. Population < 50 000 hab. \| (Rif Dimashq) Damas Alep Deraa Qouneitra Tartous Lattaquié Deir ez-Zor Homs Hama Raqqa Idlib Hassaké Soueïda |
| 100 km1:7 130 000 Capitale nationale Population > 500 000 hab. Population > 100 000 hab. Population > 50 000 hab. Population < 50 000 hab. |

| 100 km1:7 130 000 Capitale nationale Population > 500 000 hab. Population > 100 000 hab. Population > 50 000 hab. Population < 50 000 hab. |

## Damas et Rif Dimashq
- Citadelle de Damas
- Château de Deir Atiyah à Deir Atiyah

## As-Suwayda
- Château de Salkhad

## Homs
- Krak des Chevaliers
- Château Qalat ibn Maan
- Citadelle de Homs
- Qasr el-Heir ech-Charqi
- Qasr el-Heir el-Gharbi

## Tartous
- Chastel Blanc
- Chastel Rouge
- Château de Tortose, à Tartous
- Qalaat Marqab, le Margat au temps des Croisés

## Lattaquié
- Qal'at Salah El-Din, ou forteresse de Saladin
- Château de Bani Qahtan (en:Bani Qahtan Castle)
- Château de Mahalibeh (en:Mahalibeh Castle)

## Hama
- Château de Hama
- Citadelle d'Apamée (ar:قلعة أفاميا)
- Forteresse de Ba'rin ou forteresse de Montferrand
- Château de Masyaf
- Château de Chmémis
- Château d'Abu Qubeis (ar:قلعة أبو قبيس
- Château de Shaizar (ar:قلعة شيزر)
- Château de Rahih (ar:قلعة الرحية)
- Château de Rusafa (ar:قلعة الرصافة)
- Château de Alhawwaas (ar:قلعة الحوايس)

## Idlib
- Château de Mirza (ar:قلعة ميرزا)
- Al-Bara
- Artah
- Château de Harim (ar:قلعة حارم)
- Château de Ma'arrat al-Numan

## Alep
- Citadelle d'Alep

## Ar-Raqqa
- Qal'at Ja'bar
- Qal'at Najm (en:Qal'at Najm)

## Deir ez-Zor
- Qasr al-Rahba
- Château de Zalabiye (en:Zelabiye Castle)
- Zénobia-Halabiyé